# Trichopoda
Trichopoda är ett släkte av tvåvingar. Trichopoda ingår i familjen parasitflugor.

## Bildgalleri

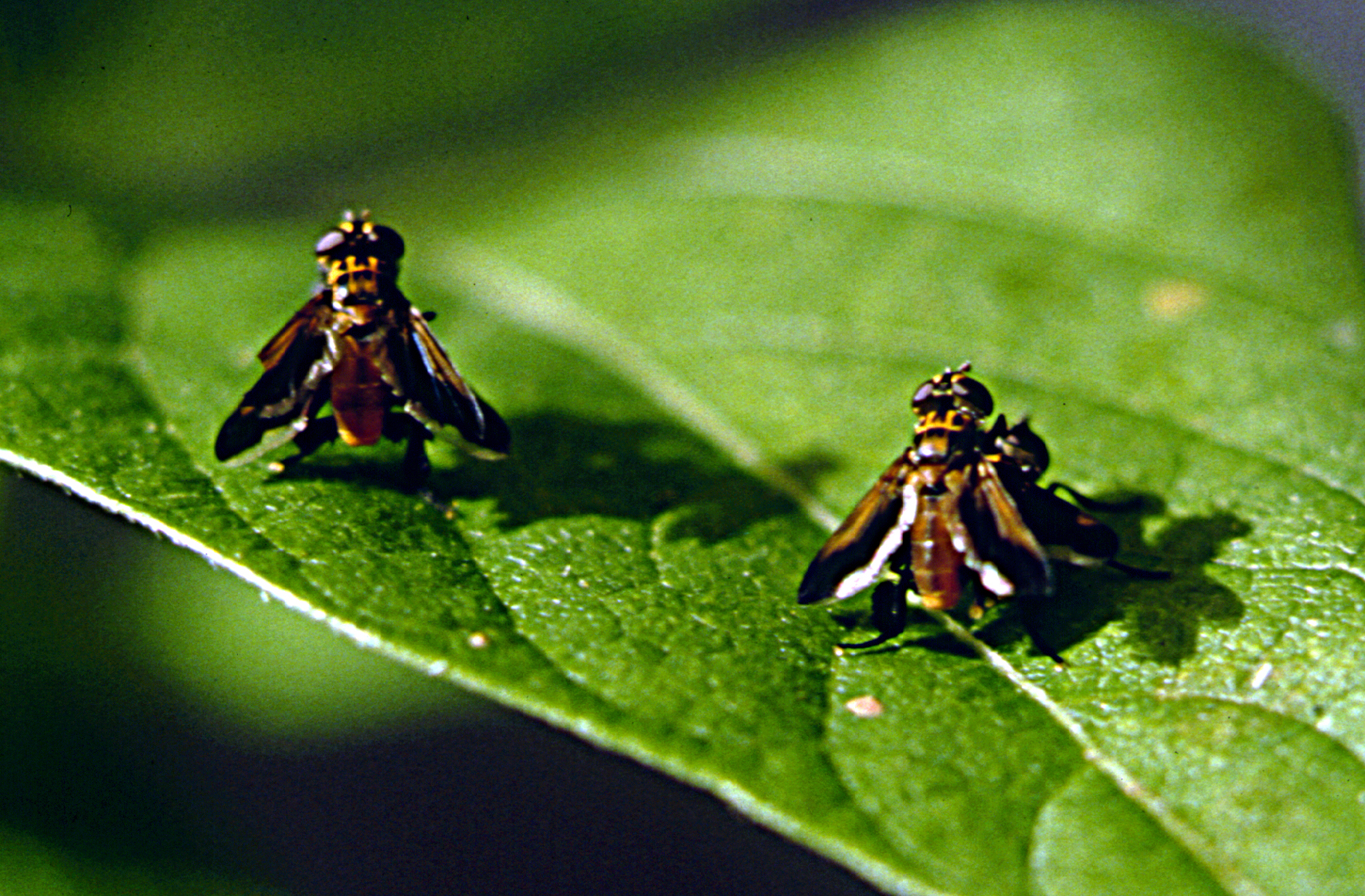
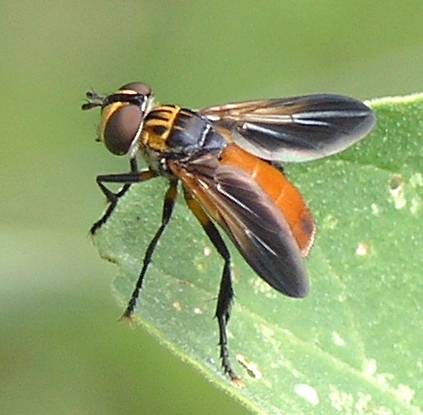
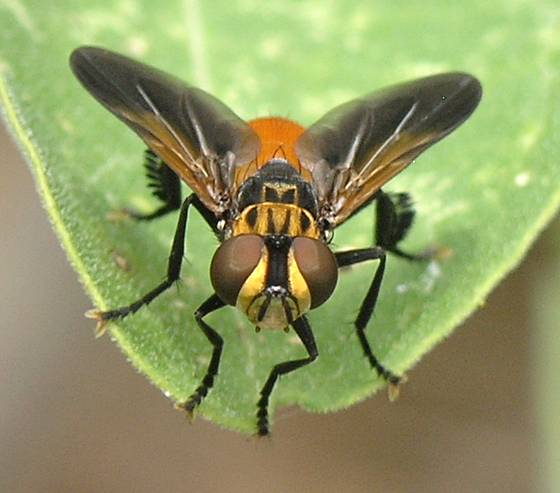
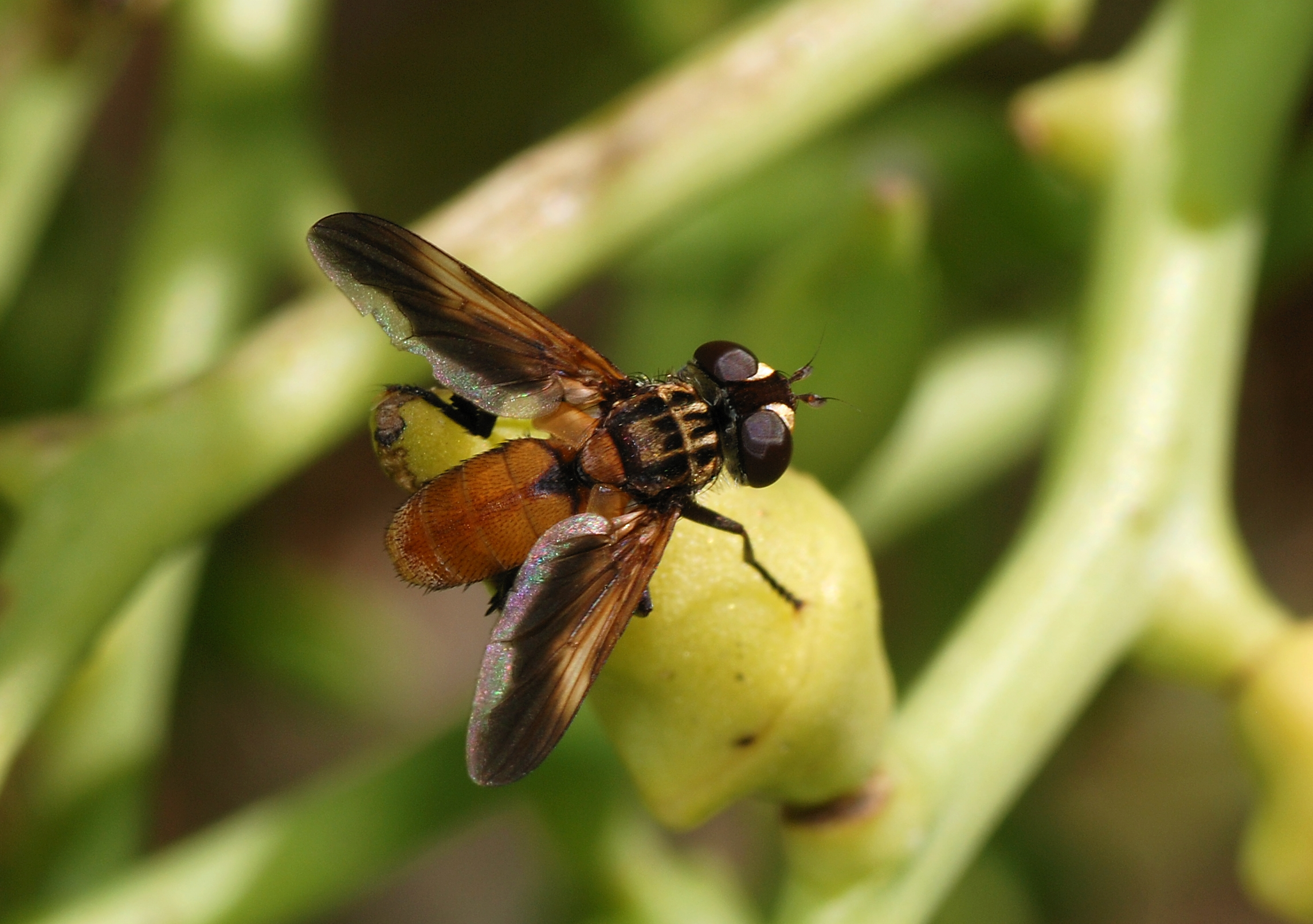
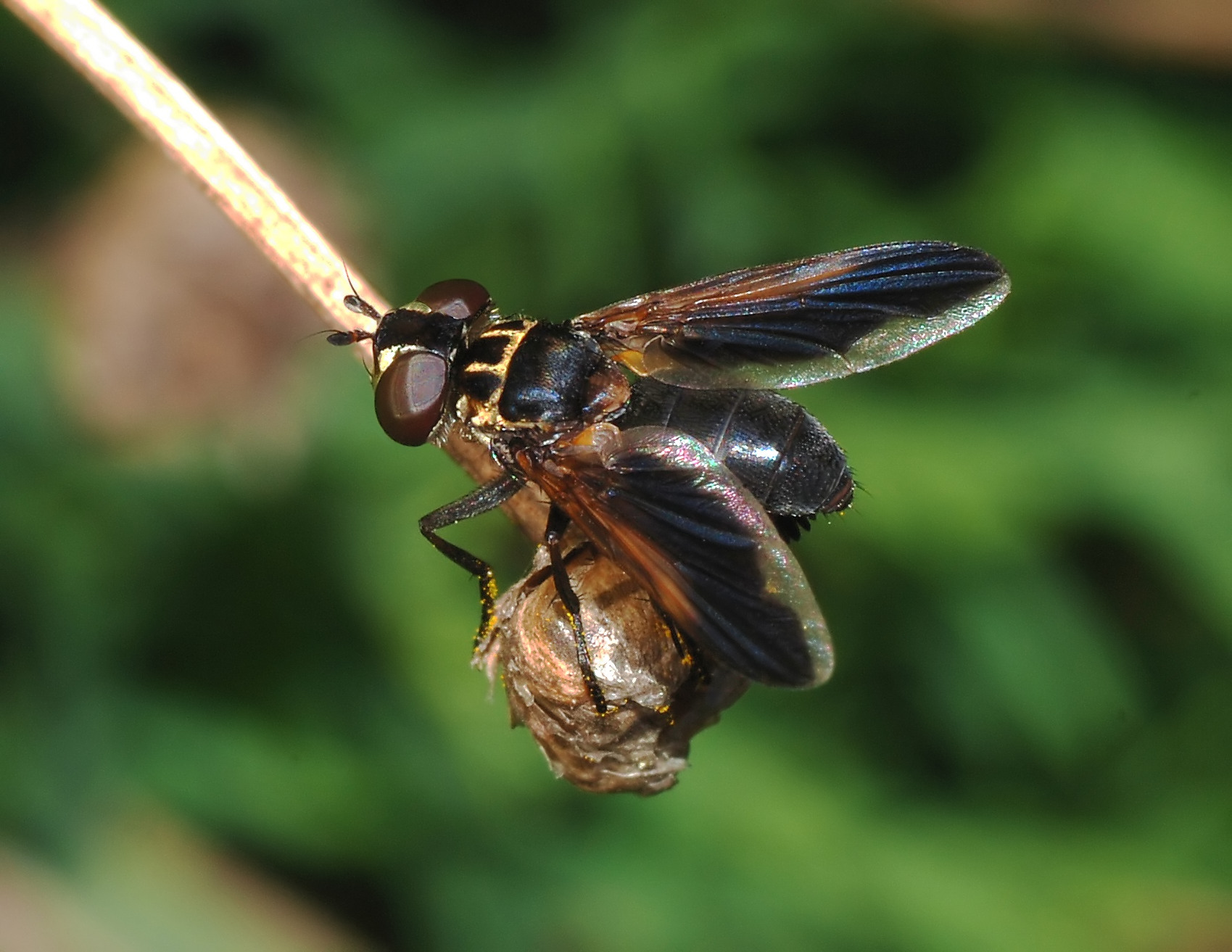
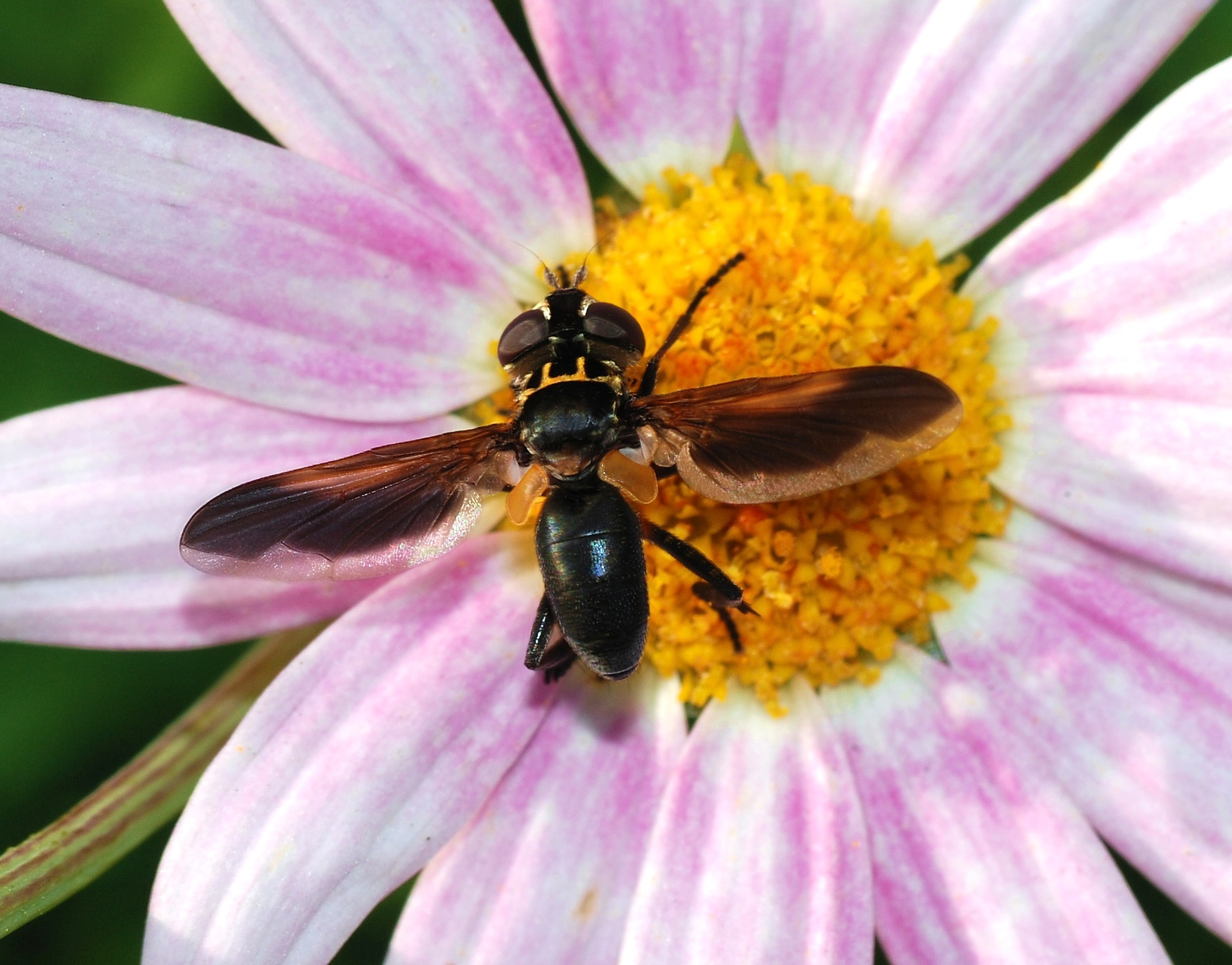

## Dottertaxa tillTrichopoda, i alfabetisk ordning[1]
- Trichopoda alipes
- Trichopoda apicalis
- Trichopoda aurantiaca
- Trichopoda bosqi
- Trichopoda christenseni
- Trichopoda ciliata
- Trichopoda decisa
- Trichopoda flava
- Trichopoda giacomelli
- Trichopoda gustavoi
- Trichopoda haitensis
- Trichopoda incognita
- Trichopoda indivisa
- Trichopoda lanipes
- Trichopoda limbata
- Trichopoda luteipennis
- Trichopoda melanopus
- Trichopoda mexicana
- Trichopoda nigricauda
- Trichopoda nigrifrontalis
- Trichopoda nigripes
- Trichopoda pennipes
- Trichopoda pictipennis
- Trichopoda pilipes
- Trichopoda plumipes
- Trichopoda squamipes
- Trichopoda subalipes
- Trichopoda subcilipes
- Trichopoda subdivisa
- Trichopoda umbra